# Knez Mihailova ulica

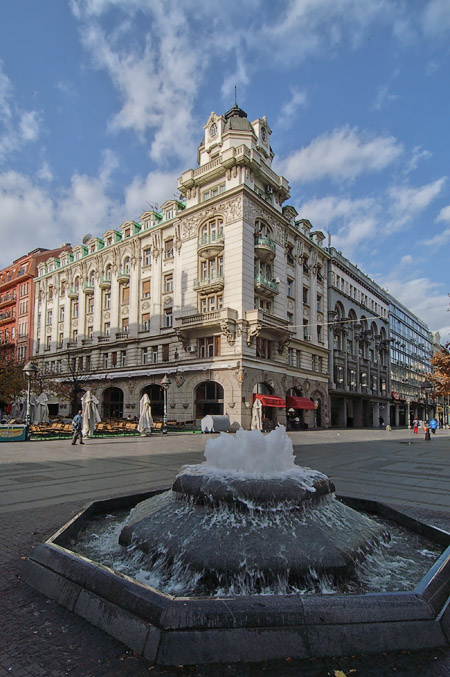
Knez Mihailova ulica mit Blick zum Restaurant Ruski car

Die Knez Mihailova ulica (serbisch-kyrillisch Кнез Михаилова улица / Улица кнез Михаилова) ist die bekannteste Prachtstraße der serbischen Hauptstadt Belgrad. Als verkehrsberuhigte Fußgängerzone ist sie ein bedeutendes Einkaufszentrum, das von repräsentativen Gebäuden, die zwischen 1870 und 1925 errichtet wurden, geprägt ist.

## Geschichte
Die Straße folgt dem antiken Netz des Römischen Castrums Singidunum. Während der osmanischen Epoche befanden sich an der Straße Gärten, Brunnen und Moscheen. In der Mitte des 19. Jahrhunderts wurde die obere Straße von Gärten von Aleksandar Karađorđević eingenommen. Nach der Implementierung der Stadtregulierung (1867) unter Emilijan Josimović bekam die Straße ihr jetziges Aussehen. Die wohlhabenden Bürger der Stadt bauten in der Straße ihre Häuser. 1870 erhielt die Straße von der Stadtverwaltung ihren auf Fürst Mihailo Obrenović III. zurückgehenden Namen.

## Bekannte Gebäude
Das älteste klassizistische Gebäude in der Straße ist das Hotel Srpska Kruna von 1869 gegenüber dem Kalemegdan. Von 1945 bis 1970 befand sich hier die Nationalbibliothek Serbiens, heute findet sich hier die Bibliothek der Stadt Belgrad.
Das Gebäude der Serbischen Akademie der Wissenschaften und Künste, gebaut 1923–1924 nach Plänen von Dragutin Đorđević und Andra Stevanović im akademischen Stil, zeigt Elemente der Sezession. Im Gebäude sind die Bibliothek der Akademie, das Archiv, eine Galerie im Erdgeschoss sowie verschiedene Geschäfte untergebracht.
Mehrere einst private Häuser wurden später in offizielle Gebäude umgewandelt, so das Haus von Marko Stojanović von 1889 im Stil der Pseudo-Renaissance. Die Akademie der Schönen Künste residierte hier, heute ist hier deren Galerie. Der Block von drei Stadthäusern aus den 1870ern markiert der Beginn der architektonischen Diskontinuität mit den traditionellen balkanischen Gebäuden in Stari Grad. Das Haus von Hristina Kumanudi aus den 1870er Jahren ist ein Eckhaus und beherbergte für einige Zeit die Französisch-Serbische Bank, später das Konsulat Belgiens sowie Großbritanniens. Das Haus von Kristina Mehana wurde 1869 errichtet und beherbergte einige Zeit die Stadtverwaltung.

## Heutiges Aussehen
Die Knez Mihailova ist Belgrads beliebteste Flaniermeile und eine der bekanntesten Fußgängerzonen der Region. Als kürzeste Verbindung zwischen dem Terazije und Kalemegdan ist sie Belgrads bekannteste Straße und Touristenanziehungspunkt mit zahlreichen Cafés und Souvenirshops.
Viele ausländische Modelabels haben hier ihre Belgrader Niederlassung, ebenso die Repräsentanzen bekannter ausländischer Fluglinien. Das Goethehotel sowie ein exklusives Nobelhotel liegen in bzw. unweit der Knez Mihailova.

## Galerie

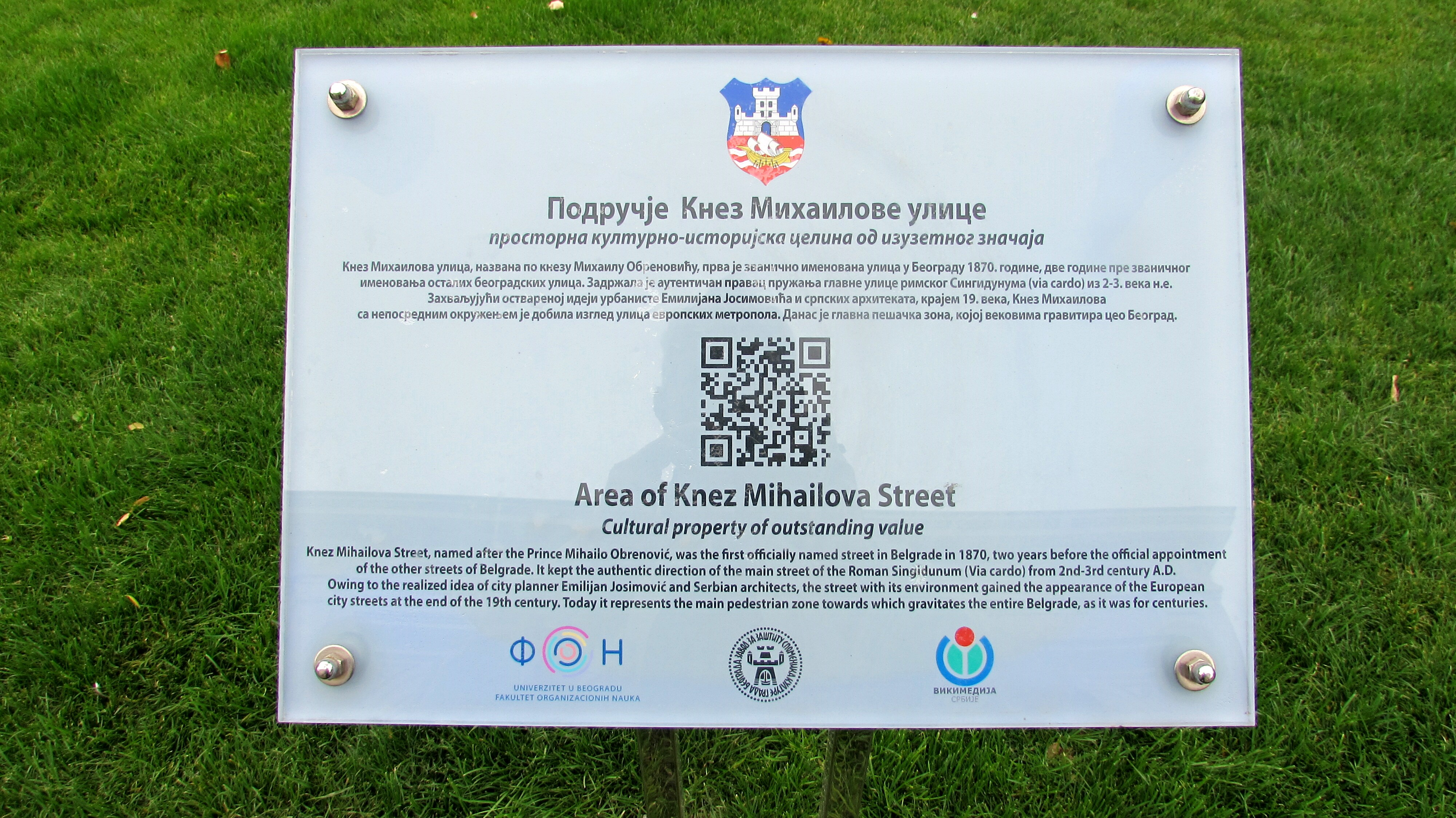
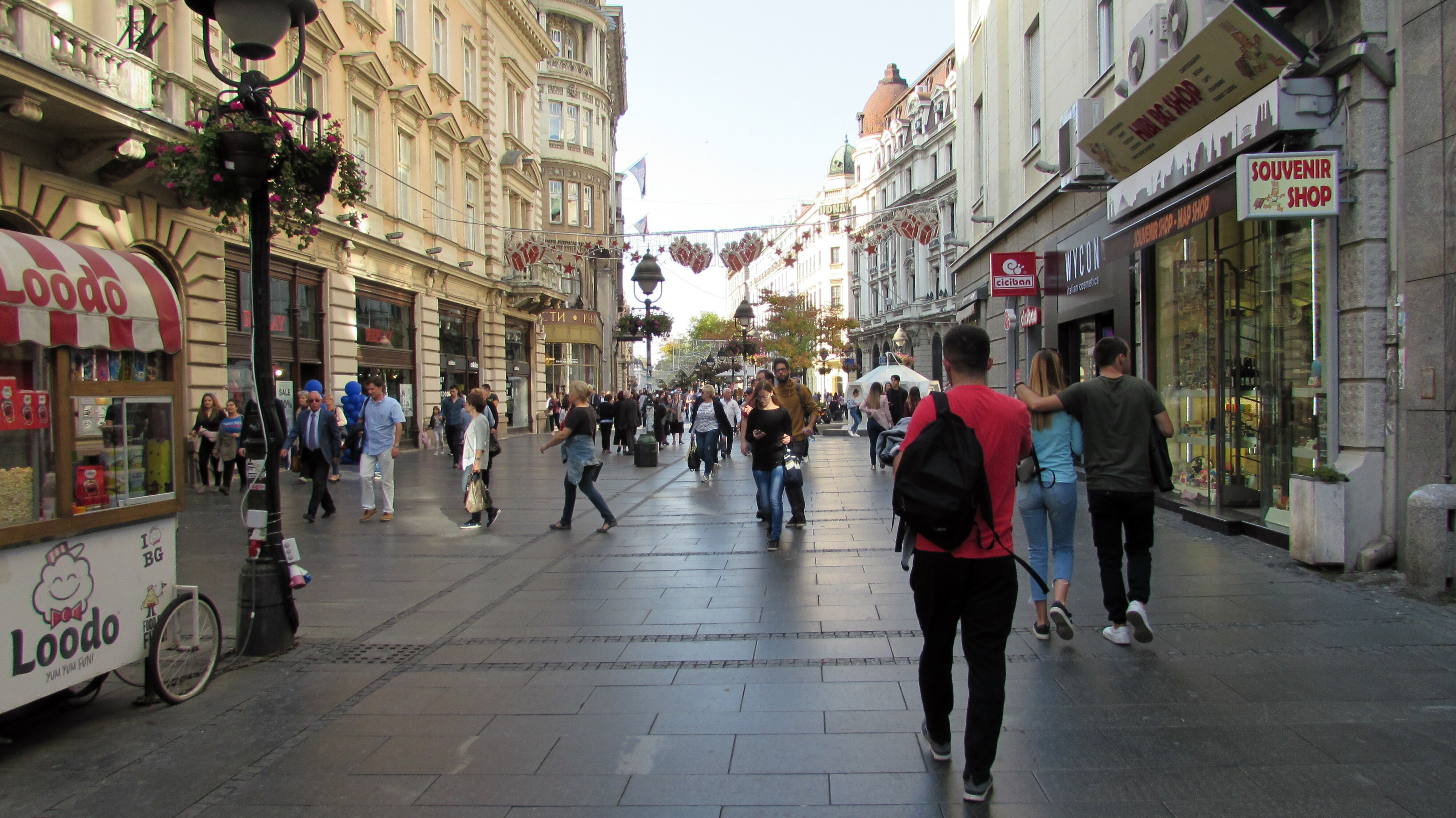
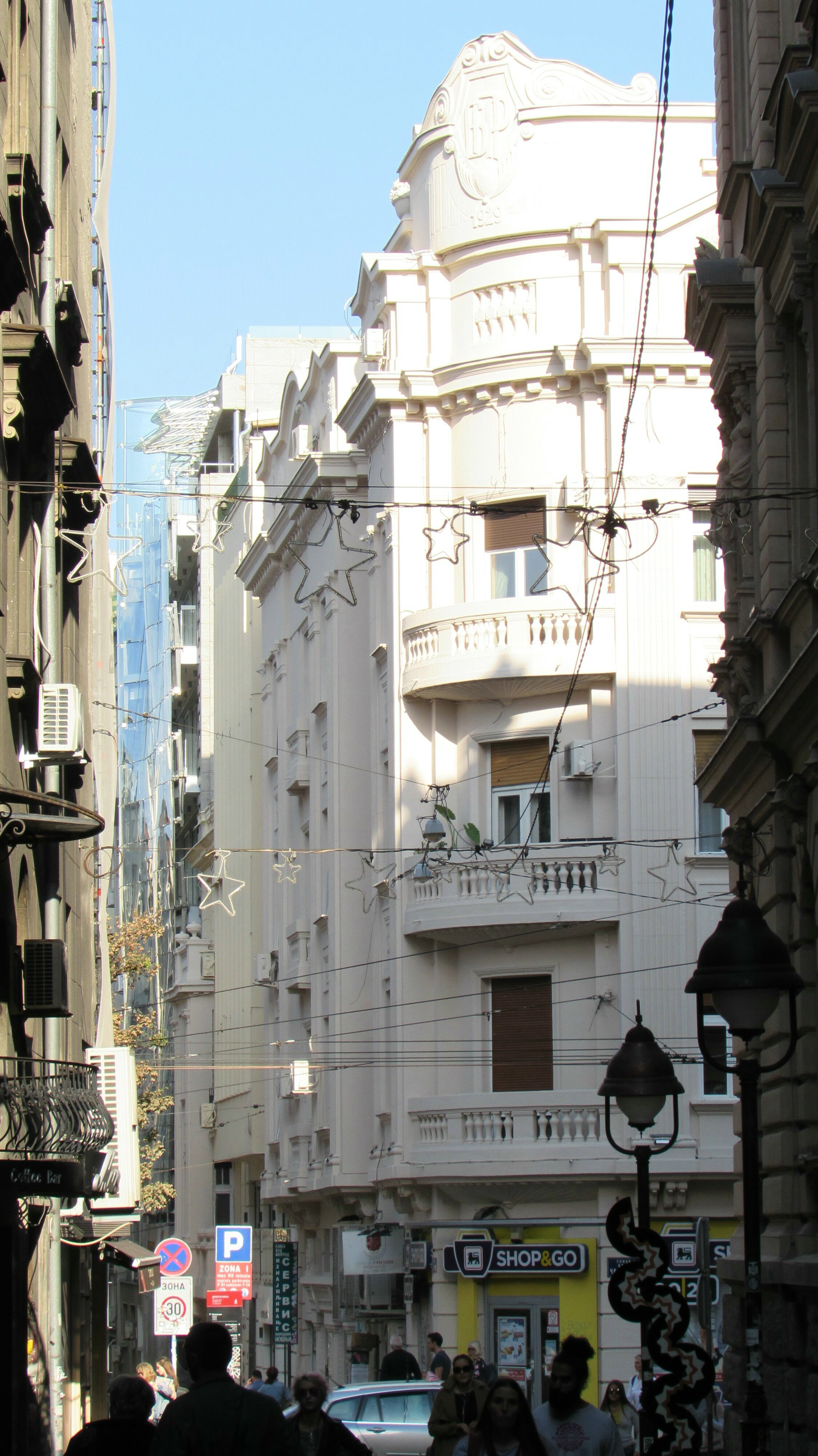
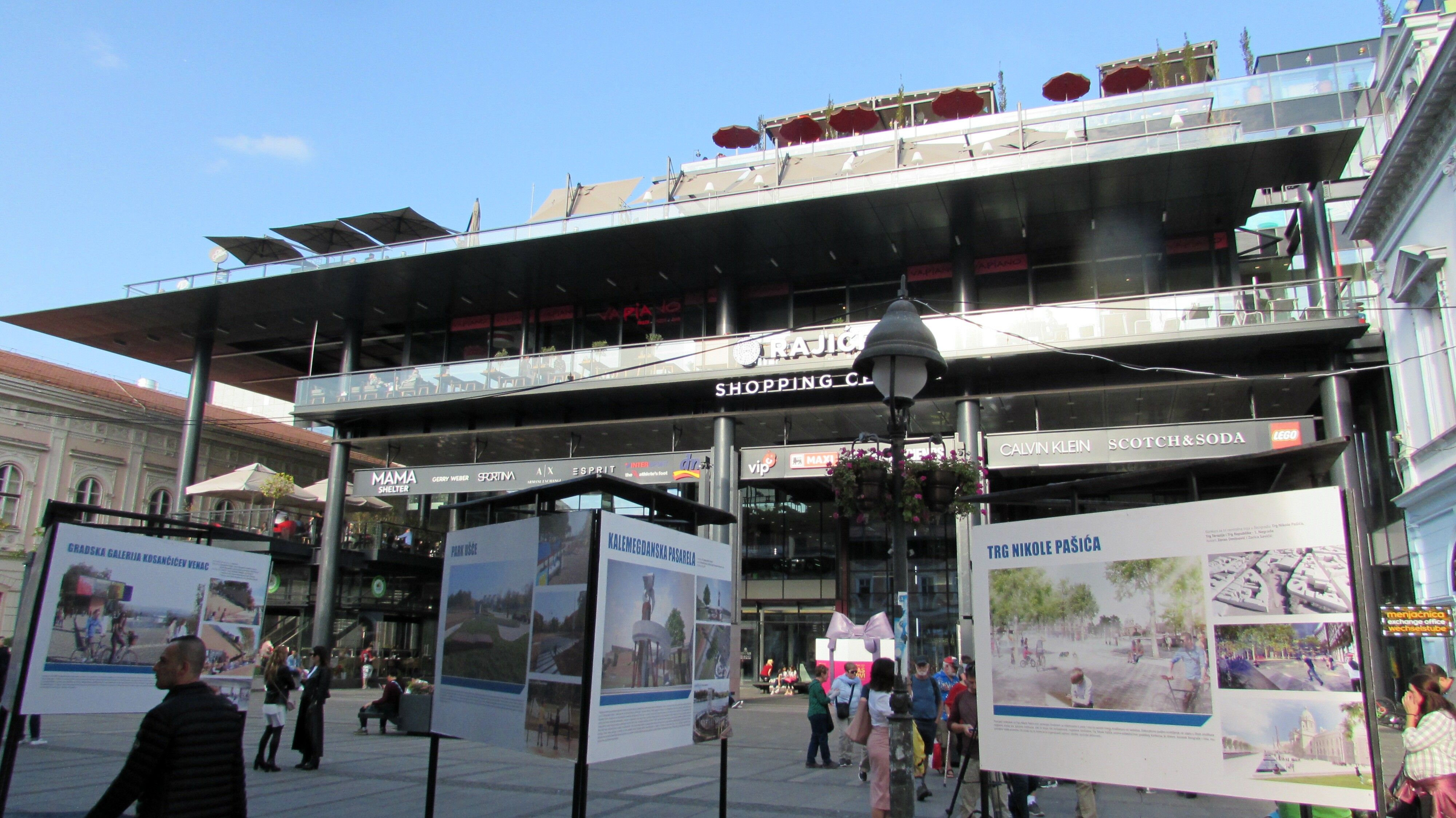